# Prairie Lake, Wisconsin
Prairie Lake là một thị trấn thuộc quận Barron, tiểu bang Wisconsin, Hoa Kỳ. Năm 2010, dân số của thị trấn này là 1.505 người.